# Shadi Farajpour
Shadi Farajpour ( en persa: شادی فرج پور‎   , Nacido el 21 de febrero de 1991) es un remero Iraní.
Obtuvo la Primera medalla de oro asiática en remo femenino iraní.

## Carrera

### selección nacional
- Competiciones de remo de Bulgaria 2008
  - </img> Oro (1): Campeonato de remo individual juvenil de Bulgaria[7]
- Remo por parejas femenino de Singapur 2007
  - </img> Oro (1): Remo por parejas femenino - Juegos juveniles de Singapur 2007[8]
- Campeonato Mundial de Remo Sub-19
  - </img> Bronce (2): 2012 Junior Women's Single Sculls (JW1x) - Repescas[9]

## enlaces externos
- Shadi Farajpour en Instagram
- Shadi Farajpour at World Rowing

- Datos: Q118489885